# Comuna Belica, Međimurje
Belica este o comună în cantonul Međimurje, Croația, având o populație de 3.176 de locuitori (2011).

## Demografie
Componența etnică a comunei Belica
     Croați (98,68%)
     Necunoscut (0,06%)
     Neclasificat (1,04%)
Componența confesională a comunei Belica
     Catolici (96,85%)
     Necunoscută (0,54%)
     Alte religii (2,61%)
Conform recensământului din 2011, comuna Belica avea 3.176 de locuitori. Din punct de vedere etnic, majoritatea locuitorilor (98,68%) erau croați. Apartenența etnică nu este cunoscută în cazul a 0,06% din locuitori. Din punct de vedere confesional, majoritatea locuitorilor (96,85%) erau catolici. Pentru 0,54% din locuitori nu este cunoscută apartenența confesională.